# Giulia Merigo
Giulia Merigo (Bologna, 14 aprile 1994) è una calciatrice italiana, attaccante del Milan Ladies.

## Carriera
Giulia Merigo, nata a Bologna ma cresciuta con i genitori a San Felice sul Panaro, si appassiona al calcio fin da giovanissima seguendo il padre tifoso del Milan, iniziando a giocare con i compagni di classe. Grazie alle sue qualità di attaccante inizia a giocare nelle formazioni miste giovanili di Medolla e Folgore Mirandola.
Abitando nella zona epicentro del terremoto dell'Emilia del 2012, la sua abitazione subisce gravi danni ed è costretta a trasferirsi con la famiglia a Modena. Qui trova l'opportunità di continuare l'attività agonistica tesserandosi con il San Paolo che ha la sua sezione femminile iscritta al campionato di Serie D regionale. Con il suo inserimento in rosa Merigo incrementa la competitività della squadra che grazie alle 55 reti siglate nelle ultime due stagioni contribuisce alla conquista del primo posto in classifica e la promozione del San Paolo in Serie C regionale al termine del campionato 2014-2015. Nel frattempo la divisione regionale della FIGC-LND la chiama per rappresentare l'Emilia-Romagna al Torneo delle Regioni dove ha nuovamente l'occasione per mettersi in luce.
La volontà di proseguire gli studi e l'iscrizione all'università di Milano minano il proseguimento dell'attività agonistica, tuttavia trova un accordo con la società per un suo trasferimento con la formula del prestito al Milan Ladies, dandole così l'opportunità di allenarsi con regolarità senza dover rinunciare agli impegni universitari e permettendole di coronare il sogno di giocare in Serie B dalla stagione 2015-2016. Fa il suo esordio in campionato con la maglia rossonera dalla prima giornata giocando tutte le prime sette partite prima che un grave infortunio la costringa a disertare i campi da gioco per tutto il resto del campionato.
Durante il calciomercato estivo 2016 la società modenese, ancora detentrice del cartellino, formalizza il suo passaggio, nuovamente in prestito al neopromosso Como 2000, tornato alla Serie A dopo un anno in cadetteria. Merigo, oramai completamente ristabilita, ha così l'opportunità di fare il suo esordio nel massimo livello del campionato italiano di categoria dalla stagione entrante, siglando la sua prima rete alle campionesse in carica del Brescia all'ottava giornata, incontro poi terminato 2-1 per le bresciane, contribuendo al raggiungimento della nona posizione in campionato e della possibilità di giocarsi la permanenza in A con la partita secca di play-out con le rivali del San Zaccaria.
Nell'estate 2018 si trasferisce nuovamente alle Milan Ladies, per affrontare il campionato di Serie B 2017-2018 in maglia rossonera.